# 刘运梅
刘运梅（1968年—），湖北房县人，汉族，中华人民共和国政治人物、第十二届全国人民代表大会湖北地区代表。

## 生平
毕业于武汉水利电力学院水能动力工程专业。加入中国民主建国会。2013年，担任全国人大代表。